# Liste des princesses d'Achaïe
 (juillet 2019).
Cet article présente la liste des princesses d'Achaïe, par mariage ou de plein droit.

## Famille de Champlitte-Pontailler (1205–1209)
| Nom (dates)                        | Époux | Titres | Éléments biographiques                                                                                          |
| ---------------------------------- | --- | --- | --- |
| Eustachie de Courtenay (1162-1235) | - Guillaume de Brienne (mariage en 1188) - Guillaume Ier de Champlitte (mariage en 1200) - Guillaume Ier de Sancerre (mariage en 1211) | - Dame de Pacy-sur-Armançon (1188-1199) - Vicomtesse de Dijon (1200-1209) - Princesse d'Achaïe (1205-1209) - Comtesse de Sancerre (1211-1217) | - Princesse de la Maison capétienne de Courtenay. Fille de Pierre Ier de Courtenay et d'Élisabeth de Courtenay. |

## Maison de Villehardouin (1209-1278)
| Portrait | Nom (dates)                         | Époux                                             | Titres                           | Éléments biographiques |
| -------- | ----------------------------------- | ------------------------------------------------- | -------------------------------- | --- |
|          | Elisabeth (de Chappes?) (?-1218)    | - Geoffroi Ier de Villehardouin                   | - Princesse d'Achaïe (1210-1218) | - Elle est traditionnellement identifiée avec une fille de Clarembaud IV de Chappes, identification que rejettent certains. - Mère de Geoffrey II de Villehardouin et de Guillaume II de Villehardouin. |
|          | Agnès de Courtenay (es) (1202-1247) | - Geoffrey II de Villehardouin (mariage en 1217)  | - Princesse d'Achaïe (1228-1246) | - Princesse de la Maison capétienne de Courtenay. Fille de Pierre II de Courtenay et de Yolande de Hainaut.                                                                                             |
|          | Anne Ange Doukas (?-1286)           | - Guillaume II de Villehardouin (mariage en 1258) | - Princesse d'Achaïe (1258-1278) | - Princesse de la Famille Ange. Fille de Michel II Doukas et de Théodora Petraliphaina. - Mère d'Isabelle de Villehardouin et de Marguerite de Villehardouin.                                           |

## Maison capétienne d'Anjou-Sicile (1278-1289)
| Portrait | Nom (dates)                                  | Époux                                   | Titres | Éléments biographiques | Armoiries |
| -------- | -------------------------------------------- | --------------------------------------- | --- | --- | --------- |
|          | Marguerite de Bourgogne-Tonnerre (1250-1308) | - Charles Ier d'Anjou (mariage en 1268) | - Comtesse de Tonnerre (de plein droit, 1262-1308) - Reine de Sicile (1268-1282) - Reine de Naples, comtesse d'Anjou et du Maine (1268-1285) - Reine d'Albanie (1272-1285) - Princesse d'Achaïe (1278-1285) | - Princesse de la Maison capétienne de Bourgogne. Fille d'Eudes de Bourgogne et de Mathilde II de Bourbon. |           |
|          | Marie de Hongrie (1257-1323)                 | - Charles II d'Anjou (mariage en 1270)  | - Comtesse de Provence et de Forcalquier (1270-1309) - Reine de Naples (1285-1309) - Reine d'Albanie (1285-1294) - Comtesse d'Anjou et du Maine (1285-1290) - Princesse d'Achaïe (1285-1289)                | - Princesse de la dynastie Árpád. Fille d'Étienne V de Hongrie et d'Élisabeth la Coumane. - Mère de Charles Martel de Hongrie, de Marguerite d'Anjou, de Louis d'Anjou, de Robert Ier de Naples, de Philippe Ier de Tarente, de Blanche d'Anjou, d'Éléonore d'Anjou, de Marie d'Anjou, de Jean de Durazzo et de Béatrice d'Anjou. |           |

## Maison de Villehardouin (1289-1307)
| Portrait | Nom (dates)                           | Époux | Titres                                                                         | Éléments biographiques |
| -------- | ------------------------------------- | --- | ------------------------------------------------------------------------------ | --- |
|          | Isabelle de Villehardouin (1263-1312) | - Philippe d'Anjou (mariage en 1271) - Florent de Hainaut (mariage en 1289) - Philippe Ier de Savoie-Achaïe (mariage en 1301) | - Princesse d'Achaïe (de plein droit, 1289-1307) - Dame de Piémont (1301-1312) | - Princesse de la Maison de Villehardouin. Fille de Guillaume II de Villehardouin et d'Anne Ange Doukas. - Mère de Mathilde de Hainaut. |

## Maison capétienne d'Anjou-Sicile (1307-1313)
| Nom (dates)                          | Époux                                       | Titres                           | Éléments biographiques |
| ------------------------------------ | ------------------------------------------- | -------------------------------- | --- |
| Thamar Ange Comnène (en) (1277-1311) | - Philippe Ier de Tarente (mariage en 1294) | - Princesse d'Achaïe (1307-1309) | - Princesse de la Famille Ange. Fille de Nicéphore Ier Doukas et d'Anne Paléologue Cantacuzène. - Mère de Jeanne de Tarente. |

## Maison d'Avesnes (1313-1318)
| Nom (dates)                     | Époux | Titres | Éléments biographiques                                                                          |
| ------------------------------- | --- | --- | ----------------------------------------------------------------------------------------------- |
| Mathilde de Hainaut (1293-1331) | - Guy II de la Roche (mariage en 1299) - Louis de Bourgogne (mariage en 1313) - Hugues de La Palice - Jean de Durazzo (mariage en 1318) | - Duchesse d'Athènes (1299-1308) - Reine titulaire de Thessalonique (1313-1316) - Princesse d'Achaïe (de plein droit, 1313-1318) - Duchesse de Durazzo (1318-1321) | - Princesse de la Maison d'Avesnes. Fille de Florent de Hainaut et d'Isabelle de Villehardouin. |

## Maison capétienne d'Anjou-Sicile (1318–1381)
| Image | Nom (dates)                       | Époux | Titres | Éléments biographiques | Armoiries |
| ----- | --------------------------------- | --- | --- | --- | --------- |
|       | Agnès de Périgord (?-1345)        | - Jean de Durazzo (mariage en 1321) | - Duchesse de Durazzo (1321-1336) - Princesse d'Achaïe (1321-1333) | - Princesse de la Maison de Talleyrand-Périgord. Fille d'Hélie VII du Périgord et de Brunissende de Foix. - Mère de Charles de Durazzo, de Louis de Gravina et de Robert de Sicile-Duras. |           |
|       | Marie de Bourbon (1318-1387)      | - Guy de Lusignan (mariage en 1330) - Robert de Tarente (mariage en 1347) | - Impératrice titulaire de Constantinople et princesse de Tarente (1347-1364) - Princesse d'Achaïe (1347-1364 puis de plein droit 1364-1370)                                                       | - Princesse de la Maison de Bourbon. Fille de Louis Ier de Bourbon et de Marie d'Avesnes. - Mère d'Hugues de Lusignan.                                                                    |           |
|       | Élisabeth de Slavonie (1352-1380) | - Philippe II de Tarente (mariage en 1370) | - Impératrice titulaire de Constantinople, princesse de Tarente et d'Achaïe (1370-1373) | - Princesse de la Maison capétienne d'Anjou-Sicile. Fille d'Étienne de Slavonie et de Marguerite de Bavière.                                                                              |           |
|       | Jeanne Ire de Naples (1326-1382)  | - André Ier de Naples (mariage en 1333) - Louis de Tarente (mariage en 1346) - Jacques IV de Majorque (mariage en 1362) - Othon IV de Brunswick-Grubenhagen (mariage en 1376) | - Duchesse de Calabre (1333-1345) - Reine de Naples et comtesse de Provence (de plein droit, 1343-1382) - Reine titulaire de Majorque (1362-1375) - Princesse d'Achaïe (de plein droit, 1373-1381) | - Princesse de la Maison capétienne d'Anjou-Sicile. Fille de Charles de Calabre et de Marie de Valois.                                                                                    |           |

## Maison des Baux (1381–1383)
| Nom (dates)                  | Époux                                                                            | Titres | Éléments biographiques                                                                                  |
| ---------------------------- | -------------------------------------------------------------------------------- | --- | --- |
| Agnès de Durazzo (1345-1383) | - Cansignorio della Scala (mariage en 1363) - Jacques des Baux (mariage en 1382) | - Dame de Vérone (1363-1375) - Impératrice titulaire de Constantinople, princesse de Tarente et d'Achaïe (1382-1383) | - Princesse de la Maison capétienne d'Anjou-Sicile. Fille de Charles de Durazzo et de Marie de Calabre. |

## Maison capétienne d'Anjou-Sicile (1383–1396)
| Nom (dates)                       | Époux                                     | Titres | Éléments biographiques |
| --------------------------------- | ----------------------------------------- | --- | --- |
| Marguerite de Durazzo (1347-1412) | - Charles III de Naples (mariage en 1369) | - Reine de Naples (1382-1386) - Princesse d'Achaïe (1383-1386) - Reine de Hongrie (1385-1386) - Régente de Naples (1386-1390) | - Princesse de la Maison capétienne d'Anjou-Sicile. Fille de Charles de Durazzo et de Marie de Calabre. - Mère de Jeanne II de Naples et de Ladislas Ier de Naples. |

## Famille de Saint-Supéran (1396-1404)
| Nom (dates)            | Époux                     | Titres                                                          | Éléments biographiques                                                |
| ---------------------- | ------------------------- | --------------------------------------------------------------- | --------------------------------------------------------------------- |
| Maria II Zaccaria (en) | - Pierre de Saint-Supéran | - Princesse d'Achaïe (1396-1402) - Régente d'Achaïe (1402-1404) | - Princesse de la Famille Zaccaria. Fille de Centurione Ier Zaccaria. |

## Famille Zaccaria (1404-1460)
| Nom (dates)                      | Époux                                      | Titres                                                                          | Éléments biographiques |
| -------------------------------- | ------------------------------------------ | ------------------------------------------------------------------------------- | --- |
| Creusa Tocco                     | - Centurione II Zaccaria (mariage en 1404) | - Princesse d'Achaïe (1404-1430)                                                | - Princesse de la Famille Tocco. Fille de Leonardo II Tocco. - Mère de Catherine Zaccaria.                                                                                            |
| Catherine Zaccaria (en) (?-1462) | - Thomas Paléologue (mariage en 1430)      | - Princesse d'Achaïe (de plein droit, 1430-1460) - Despote de Morée (1443-1460) | - Princesse de la Famille Zaccaria. Fille de Centurione II Zaccaria et de Creusa Tocco. - Mère d'Hélène Paléologue, d'André Paléologue, de Manuel Paléologue et de Sophie Paléologue. |